# Hollandse rekenkunde
Hollandse rekenkunde (Frans: arithmétique hollandaise) is een spotnaam voor de redenering waarbij een meerderheid tegen een voorstel wordt verdraaid in een meerderheid ervoor, doordat enerzijds wie thuis bleef (niet stemde) geacht wordt in te stemmen en doordat anderzijds een tegenstem om een ongegrond geachte reden omgedraaid wordt in een stem voor.
De benaming is ontstaan in België naar aanleiding van de stemming over de Grondwet van het Verenigd Koninkrijk der Nederlanden in augustus 1815. Van de 1604 Belgische notabele stemgerechtigden stemden 527 voor de Grondwet en 796 tegen. 281 stemgerechtigden brachten geen stem uit. De Grondwet haalde dus geen meerderheid. 
Koning Willem I achtte de Grondwet echter toch goedgekeurd door het zuiden, enerzijds door van de 796 tegenstemmen 126 stemmen af te trekken die uitdrukkelijk gebaseerd waren op religieuze redenen en anderzijds door de 281 thuisblijvers mee te rekenen als voorstemmers.
De oorspronkelijke stemming resulteerde in volgende uitslag per gerechtelijk arrondissement:
| gerechtelijk arrondissement | voor | tegen |
| --------------------------- | ---- | ----- |
| Antwerpen                   | 0    | 59    |
| Bergen                      | 32   | 36    |
| Brugge                      | 26   | 39    |
| Brussel                     | 40   | 45    |
| Charleroi                   | 20   | 20    |
| Dendermonde                 | 24   | 56    |
| Diekirch                    | 11   | 0     |
| Dinant                      | 15   | 0     |
| Doornik                     | 9    | 75    |
| Eeklo                       | 13   | 5     |
| Gent                        | 10   | 70    |
| Hasselt                     | 25   | 7     |
| Hoei                        | 11   | 14    |
| Ieper                       | 0    | 50    |
| Kortrijk                    | 2    | 71    |
| Leuven                      | 30   | 24    |
| Luik                        | 38   | 31    |
| Luxemburg                   | 35   | 0     |
| Maastricht                  | 39   | 12    |
| Marche en Saint-Hubert      | 12   | 10    |
| Mechelen                    | 5    | 33    |
| Namen                       | 1    | 31    |
| Neufchâteau                 | 27   | 0     |
| Nijvel                      | 12   | 25    |
| Oudenaarde                  | 20   | 37    |
| Roermond                    | 33   | 0     |
| Turnhout                    | 1    | 34    |
| Verviers                    | 32   | 0     |
| Veurne                      | 4    | 12    |
| Totaal                      | 527  | 796   |